# Боди-хоррор

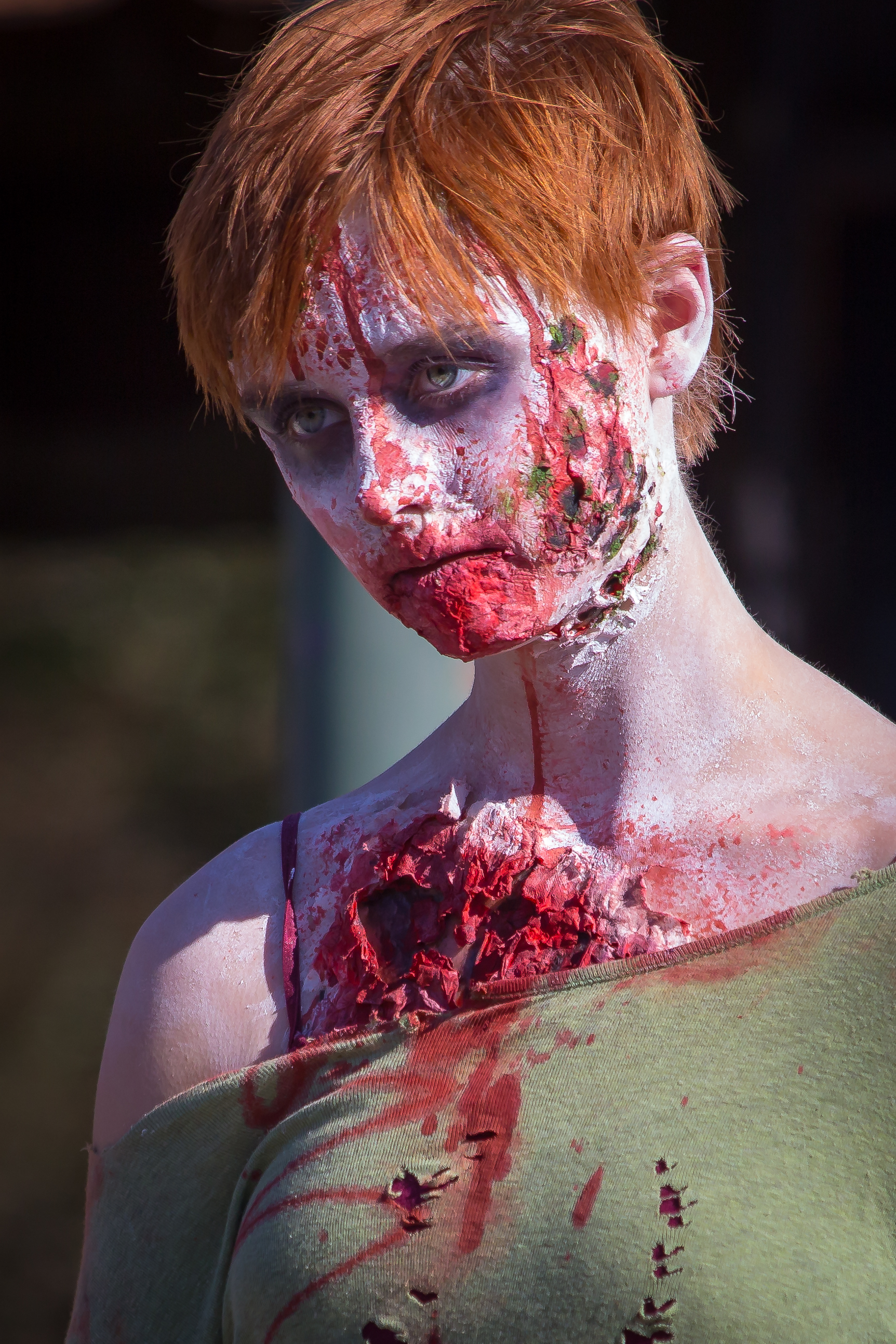
Человек в гриме зомби

Бо́ди-хо́ррор (англ. body horror, букв. «телесный ужас», «телесный хоррор»), известный также как орга́ник-хоррор (organic horror) и би́охоррор (biological horror) — поджанр ужасов в кино и литературе, для которого характерно особое внимание к человеческому телу (или телу другого существа) и его трансформациям. Типичные мотивы боди-хоррора — половые извращения, нанесение увечий, разнообразные болезни, гниение, паразитизм, мутации и превращения, эксперименты с человеческим телом и создание монстров вроде чудовища Франкенштейна.

## Характеристика
Согласно киноведу Линде Уильямс, боди-хоррор, наряду с порнографией и мелодрамой, является «грубым» (англ. gross) жанром, или «жанром избытка» (genre of excess). Она пишет, что успех этих жанров «часто измеряется степенью, в которой зрительские ощущения имитируют происходящее на экране». Например, зритель может испытывать чувство ужаса через хоррор, симпатию через мелодраму или сексуальное возбуждение через порнографию. Боди-хоррор намеренно делает акцент на пределах и трансформационных возможностях человеческого тела.
Боди-хоррор часто пересекается с другими поджанрами ужасов, но он отличается от них. Например, в то время как элементы нанесения увечий могут присутствовать в боди-хорроре, другие подобные поджанры, такие как слэшер, сплэттер или фильмы о монстрах, также могут разделять этот троп, но отличаться посылом и намерениями. Общее отличие боди-хоррора заключается в том, что искажения тела редко являются следствием непосредственного насилия; вместо этого они, как правило, характеризуются потерей сознательного контроля над телом. Жанр может вызывать сильные чувства физического и психологического отвращения и играть на страхе физической уязвимости.

## История
Впервые термин «боди-хоррор» был использован Филипом Брофи в его статье «Horrality: The Textuality of the Contemporary Horror Film» 1983 года.

### Фильмы

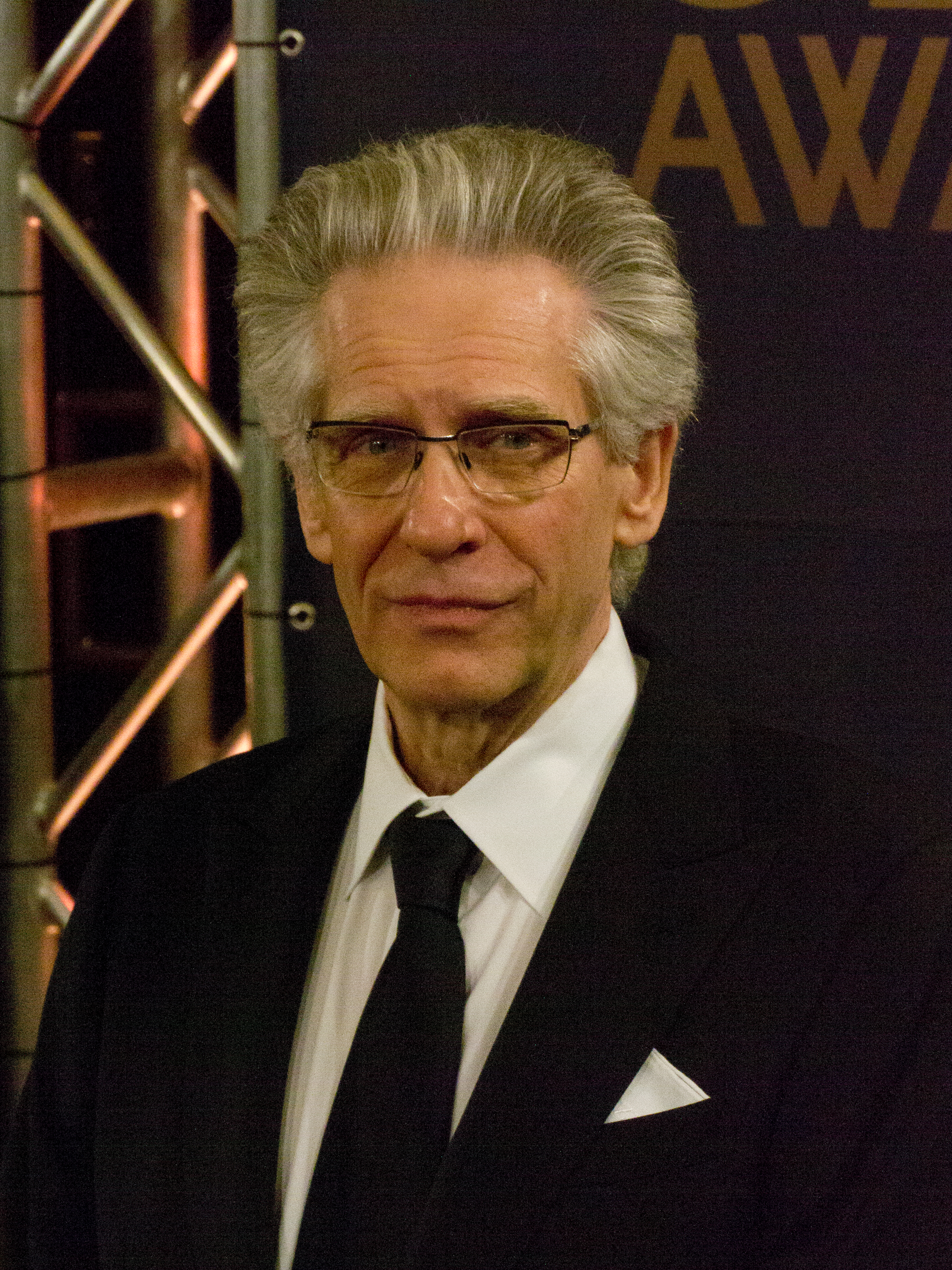
Дэвид Кроненберг — главный создатель жанра.

Канадский режиссёр Дэвид Кроненберг считается главным создателем боди-хоррора благодаря его ранним работам, таким как «Судороги» и «Бешенство», а также его ремейку «Мухи». Однако приёмы боди-хоррора существовали в кино и до официального признания жанра. Ранние примеры боди-хоррора возникали в американском кинематографе 1950-х, это в том числе установившие стандарт «Капля» и «Муха». Многие снятые после 1968 года хорроры, включая фильмы в жанре боди-хоррора, считаются постмодернистскими в отличие от классического хоррора.
Жанр боди-хоррора широко представлен в японских хоррорах и в аниме. Аниме-фильм Кацухиро Отомо «Акира» (1988) использует этот жанр, чтобы исследовать «представление о теле подростка как о месте скопления метаморфоз, могущих показаться чудовищными как фигуре, подвергающейся им, так и внешнему миру».

### Комиксы и графические новеллы
Многие мангаки, такие как Дзюнди Ито, специализируются на жанре хоррора и используют приёмы боди-хоррора в сочетании с повествовательными приёмами японского хоррора. Вдохновлённая произведениями Говарда Лавкрафта, манга Ито изображает непристойный боди-хоррор как эстетически, так и повествовательно с целью вызвать чувство крайнего ужаса.